# Campoletis chlorideae
Campoletis chlorideae är en stekelart som beskrevs av Tohru Uchida 1957. Campoletis chlorideae ingår i släktet Campoletis och familjen brokparasitsteklar. Inga underarter finns listade.